# Ea Khal
Ea Khal là một xã thuộc tỉnh Đắk Lắk, Việt Nam.
Xã Ea Khal có diện tích 89,97 km², dân số năm 1999 là 5693 người, mật độ dân số đạt 63 người/km².